# Apilocrocis yucatanalis
Apilocrocis yucatanalis là một loài bướm đêm trong họ Crambidae.